# 永陽君
永阳成悼君李岠(1521-1561)  朝鲜中宗李怿五子，母昌嫔安氏。薨逝，年四十。无子。扶安君 李碩寿以부안도정 석수（1524-1598）子兴宁君李秀筌（1554-1605）为继子。

顺兴郡夫人安芳香（1522- ）判官安世亨（1490- ）的女儿。